# Zuidelijke groene schildwants
De zuidelijke groene schildwants (Nezara viridula, synoniemen: Cimex smaragdulus, Cimex viridulus, Nezara approximata en Nezara aurantiaca) is een plantenetend insect uit de familie van de schildwantsen (Pentatomidae). De soort werd vermeld door Carl Linnaeus in de tiende editie van Systema naturae uit 1758.

## Kenmerken
Dit insect heeft een schildvormig, rimpelig groen lichaam met een kleine kop met antennen. Het scutellum is groot met drie lichte randvlekken. 
Een aantal verschillende verschijningsvormen kunnen worden onderscheiden, ze hebben echter allemaal deze drie vlekken. 
De volwassen mannetjes bereiken een lichaamslengte van ongeveer 12 mm; de vrouwtjes worden iets groter. 
Het lichaam is helder groen en schild-vormig en de ogen zijn meestal rood, maar ze kunnen ook zwart zijn. De soort is te verwarren met andere groene stinkwantsen zoals Acrosternum hilare en de gewone groene stinkwants Palomena prasina. In de winter kleurt de wants bruin. De wantsen zien er na elke vervelling weer anders uit, er zijn vijf gedaantewisselingen (instar).

## Verspreiding en leefgebied
Hoewel waarschijnlijk oorspronkelijk afkomstig uit Ethiopië, kan het dier nu over de hele wereld aangetroffen worden. 
Vanwege de voorkeur voor bepaalde soorten peulvruchten zoals bonen en sojabonen, is het een economisch belangrijke plaag voor dergelijke gewassen. Deze soort komt algemeen voor in tropische, subtropische en warm-gematigde gebieden, waar het dier een plaag vormt op meer dan 100 groentesoorten. In Nederland en België is de wants zeldzaam. De soort kan niet overleven in gebieden waar de gemiddelde wintertemperatuur lager is dan 5 °C.

## Afbeeldingen nimfen

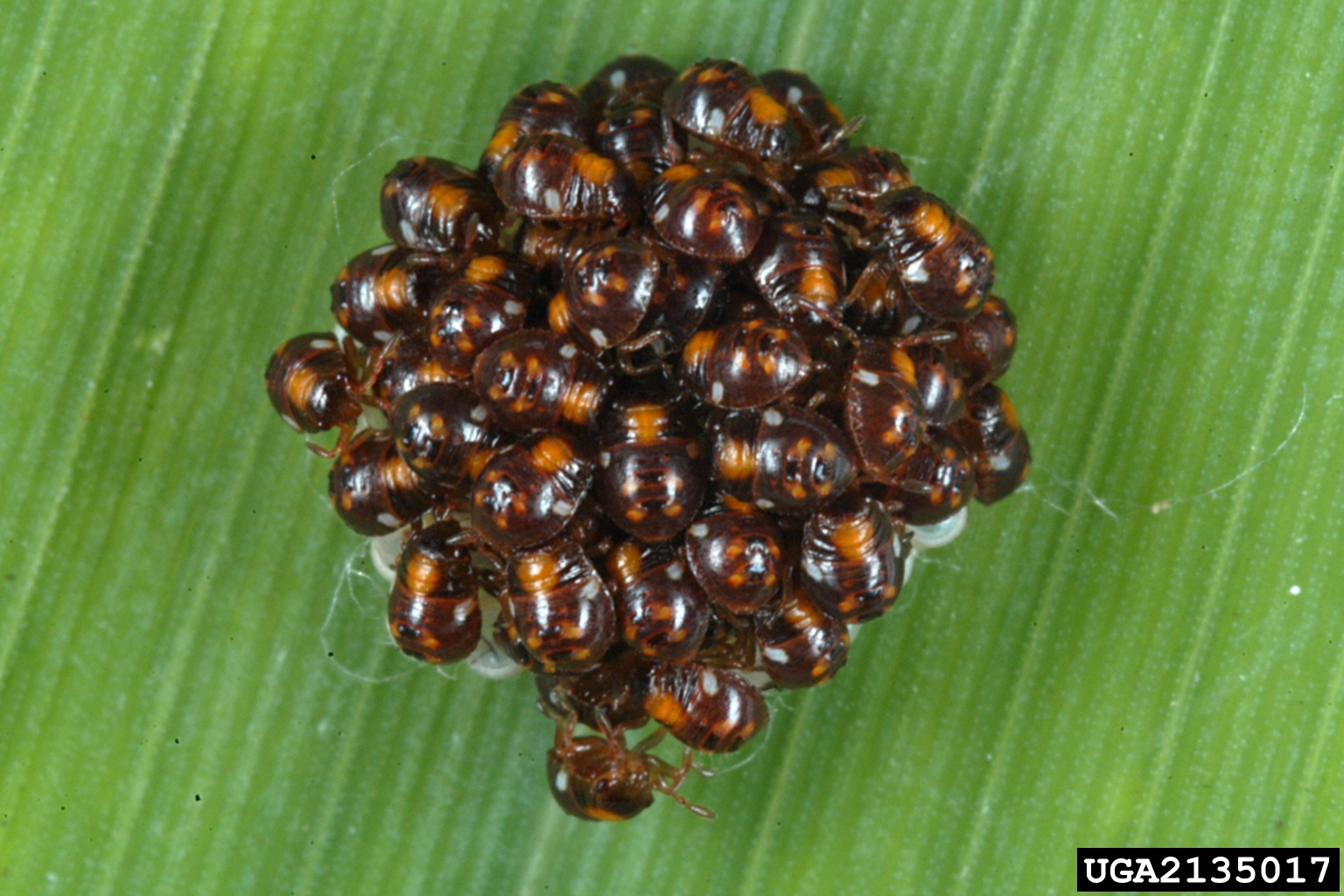
1e instar
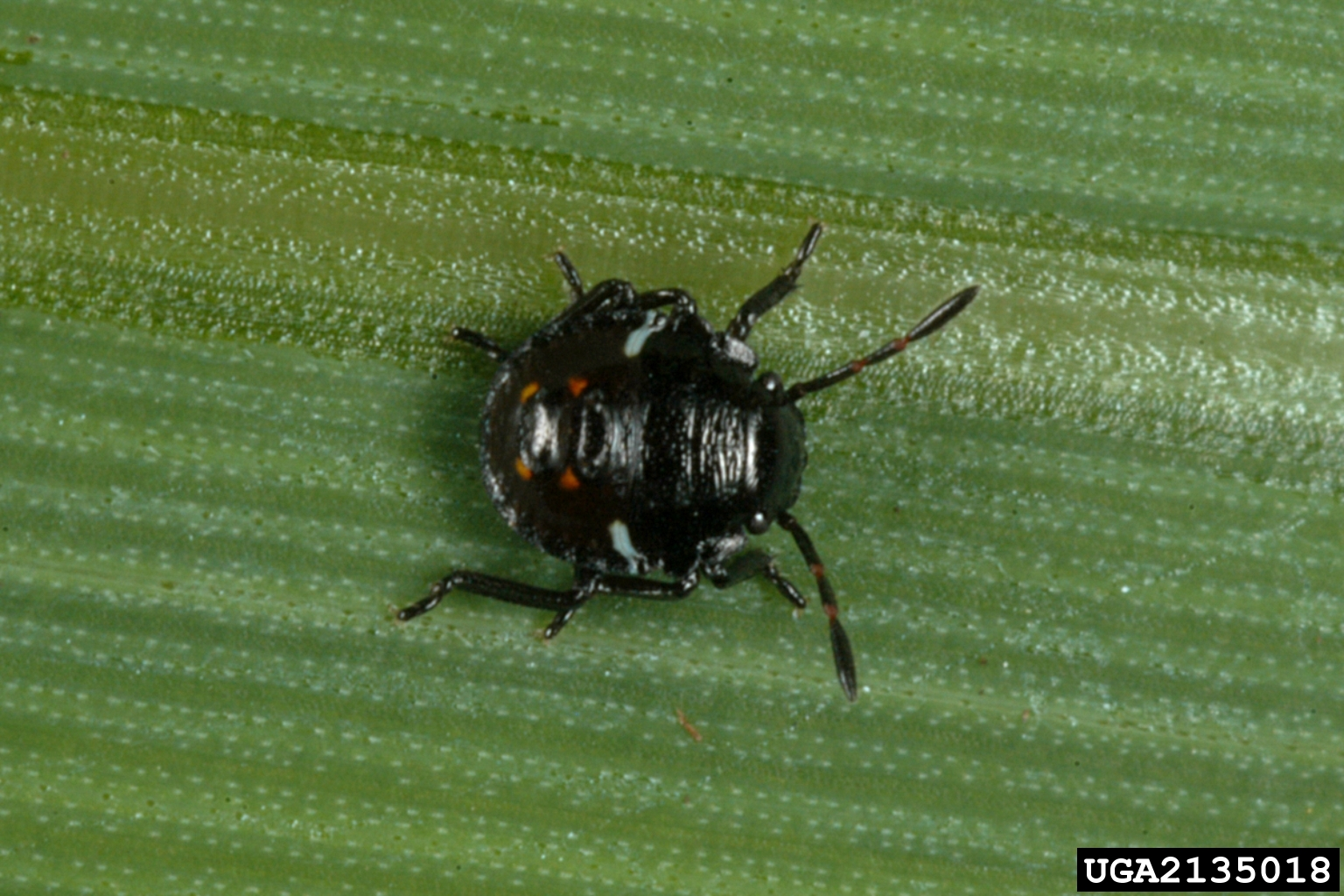
2e instar
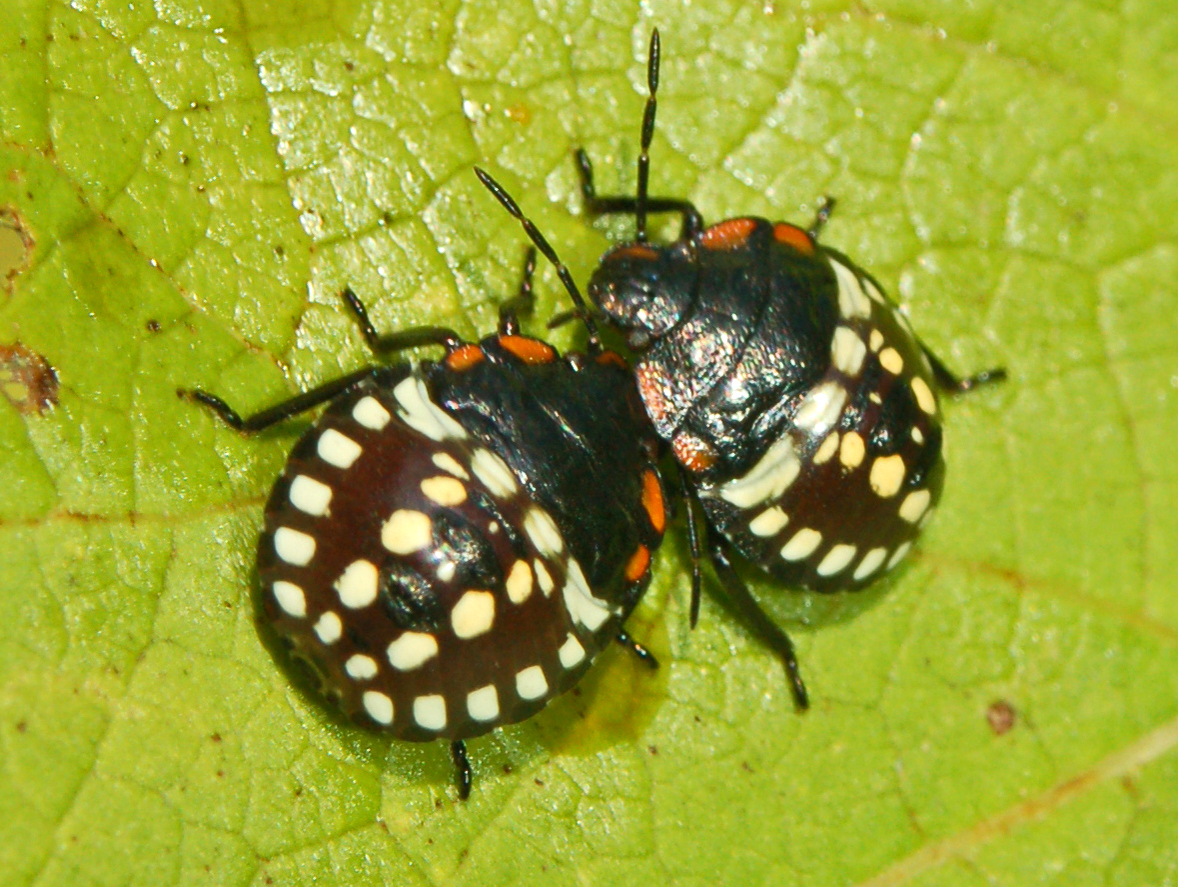
3e instar
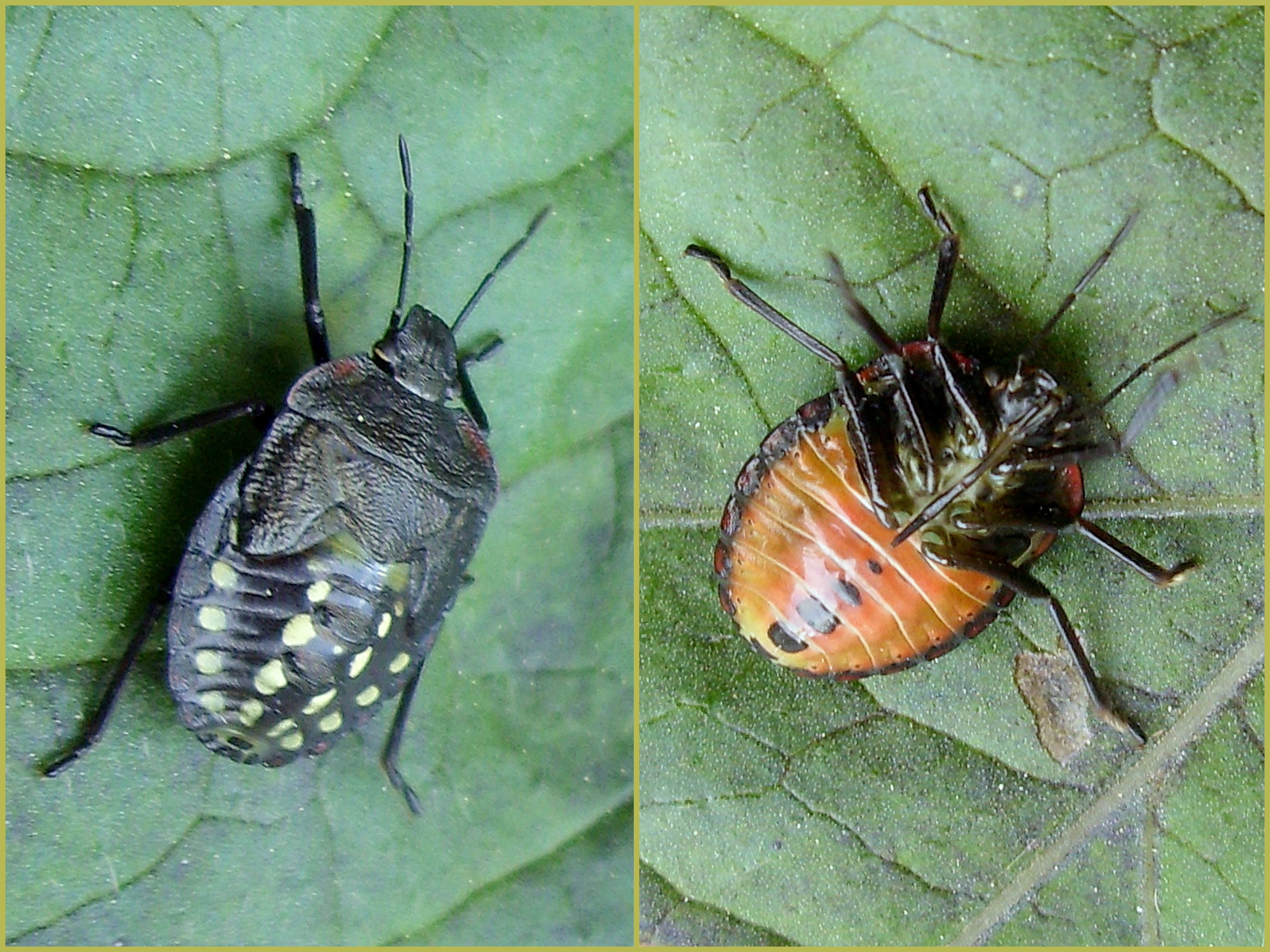
4e instar
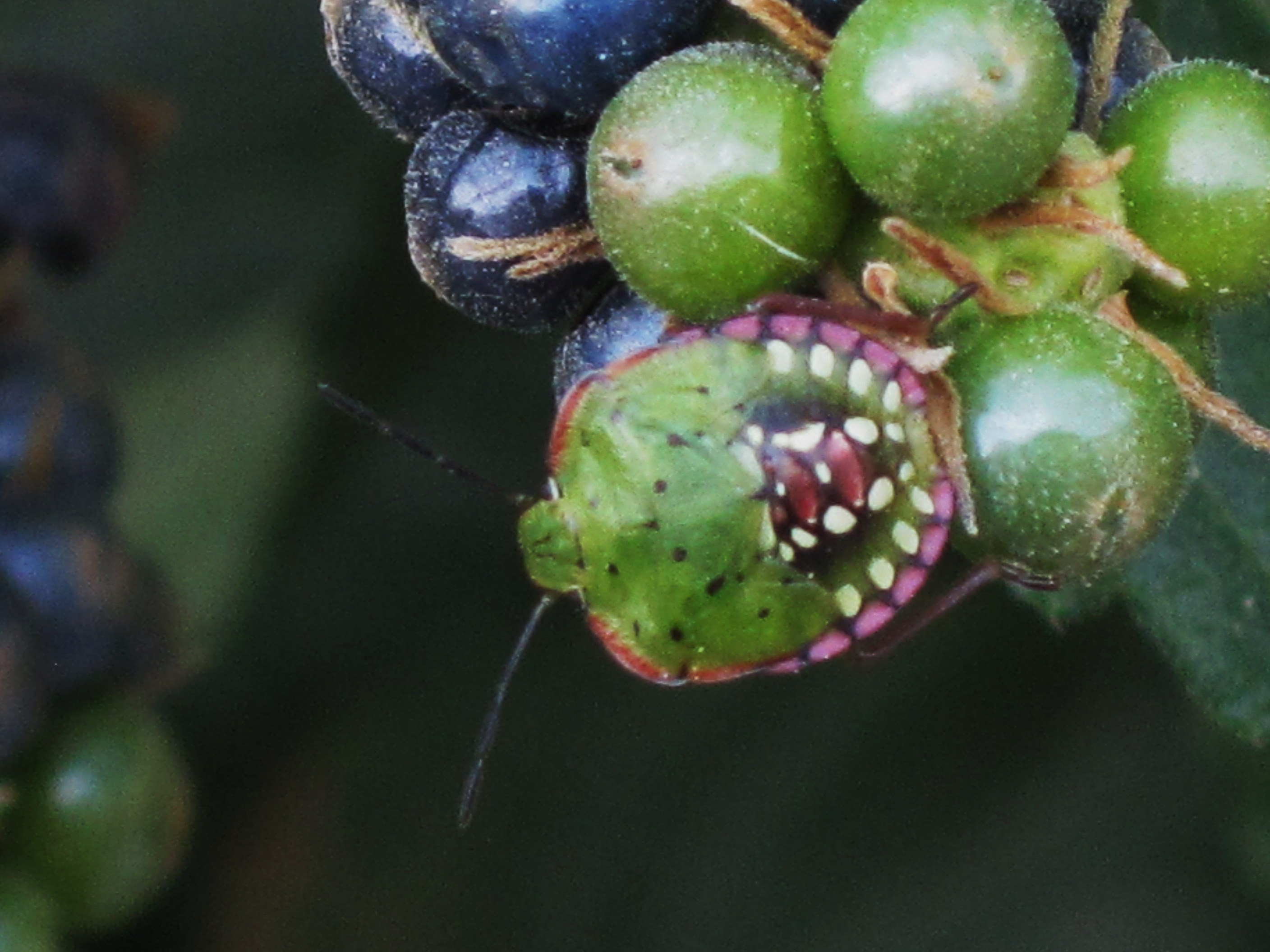
5e instar

## Afbeeldingen kleurvariaties

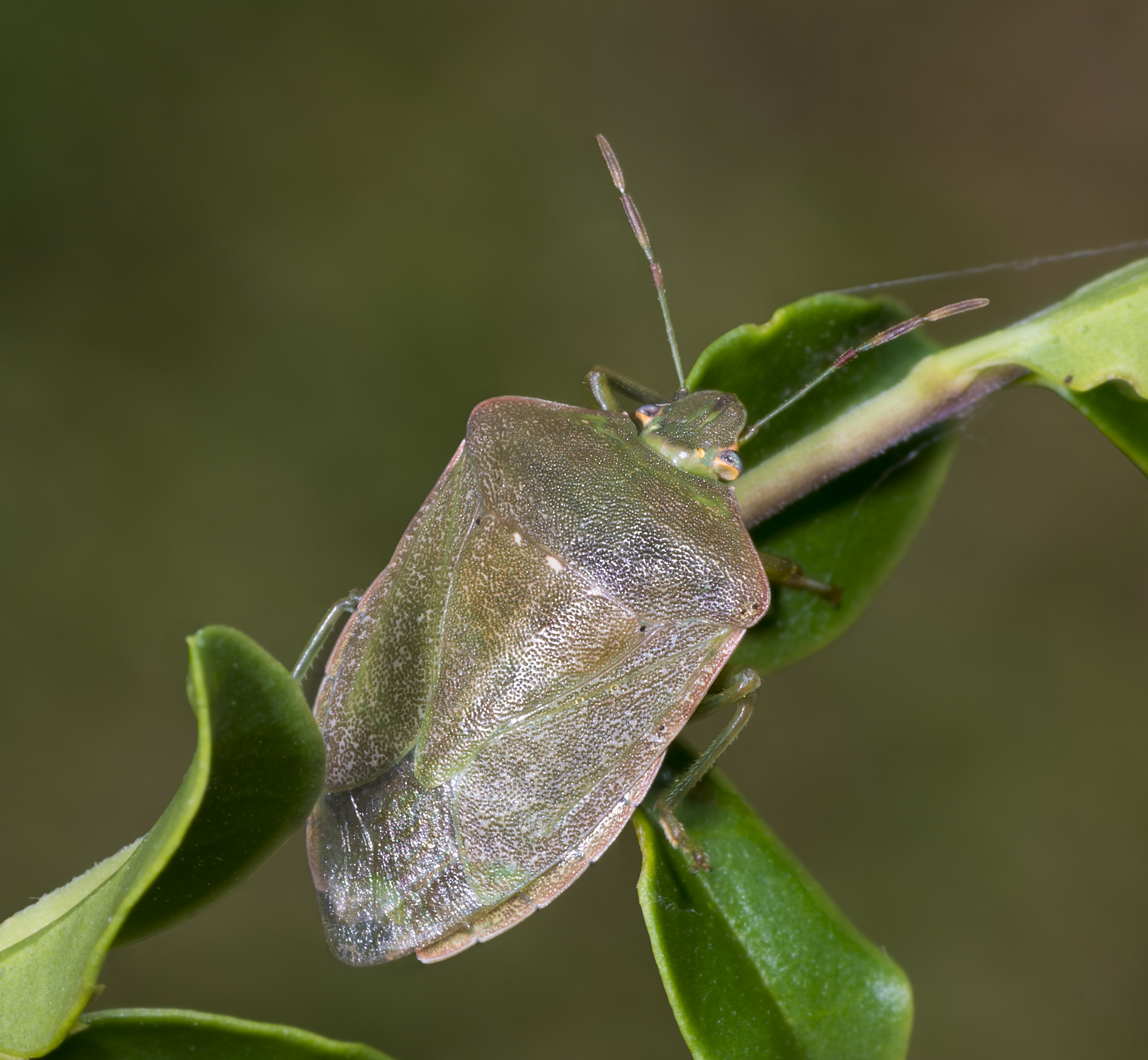
In bruin winterkleed
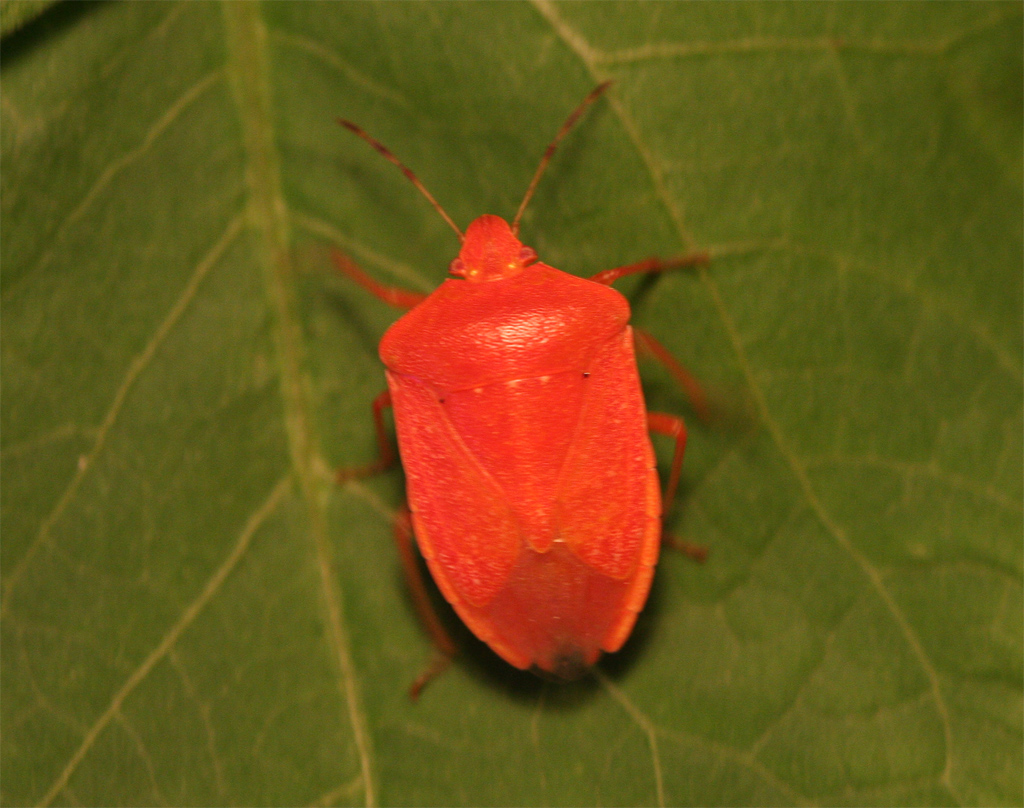
Zeldzame rode vorm Nezara viridula f. aurantiaca
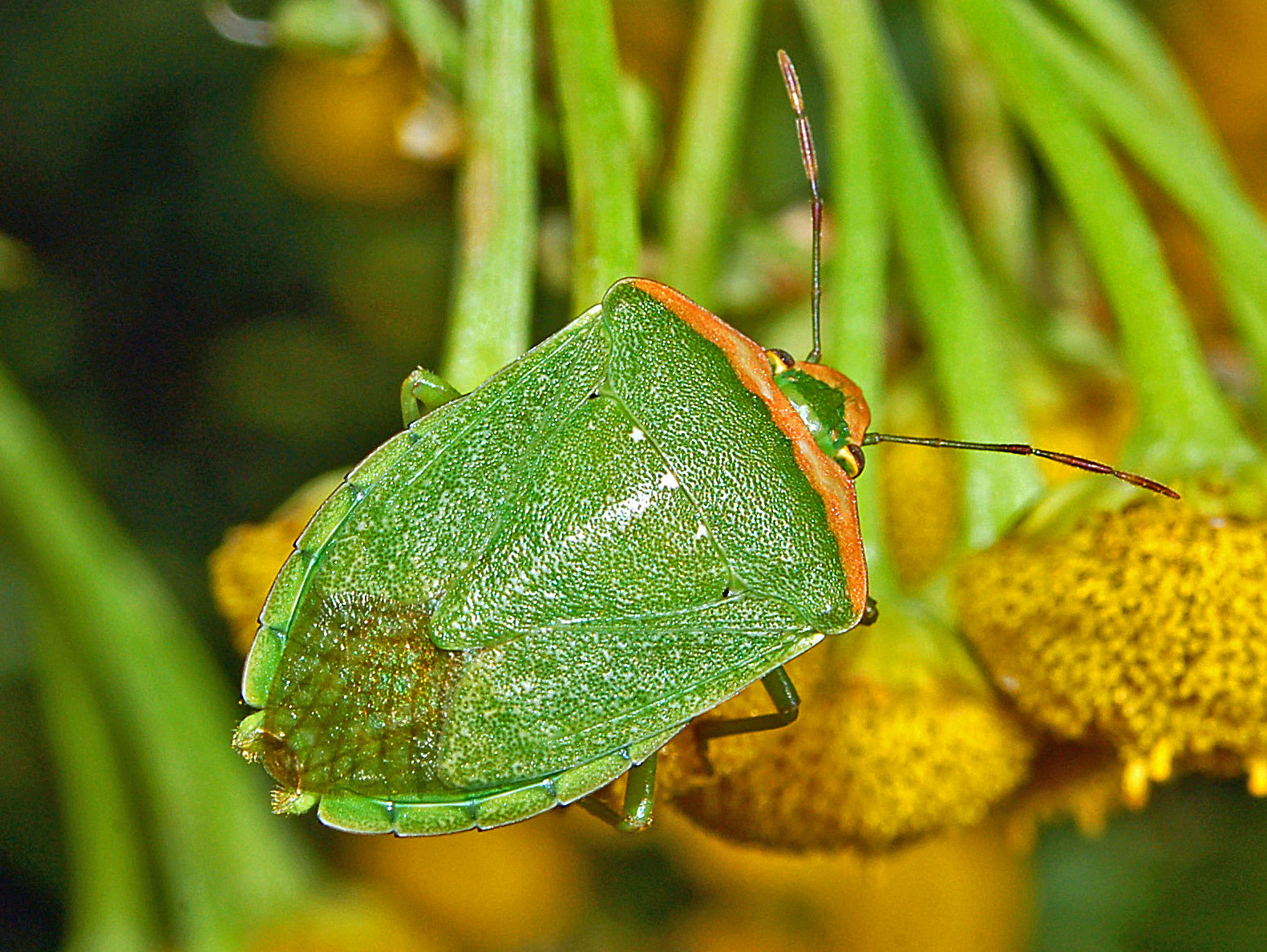
Kleurvariatie Nezara viridula f. torquata
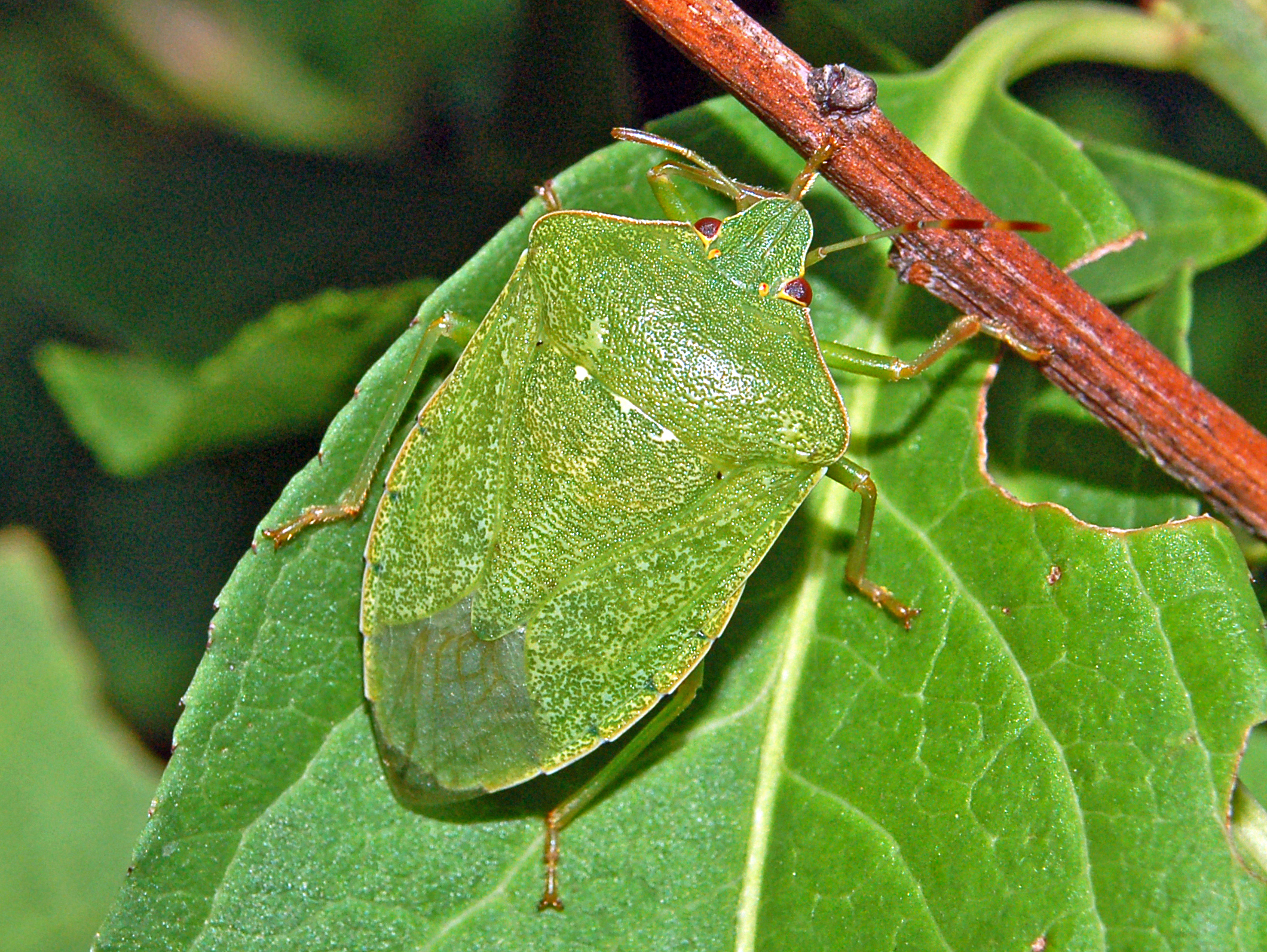
Kleurvariatie Nezara viridula f. smaragdula